# Ligne Kashima
La ligne Kashima (鹿島線, Kashima-sen) est une ligne ferroviaire du réseau JR East au Japon. Elle relie la gare de Katori dans la préfecture de Chiba à la gare de Kashima Soccer Stadium dans la préfecture d'Ibaraki.

## Histoire
La section entre Katori et Kashima-Jingū ouvre en août 1970, puis la ligne est rapidement prolongée à Kita-Kashima en novembre de la même année. En 1994, la gare de Kita-Kashima est renommée Kashima Soccer Stadium pour l'ouverture du stade de Kashima.
La ligne fut électrifiée de 1974 en 1 500 V continu.

## Caractéristiques

### Ligne
- Longueur : 17,4 km
- Ecartement : 1 067 mm
- Alimentation : 1 500 Vcc par caténaire
- Nombre de voies : Voie unique

### Tracé
|  |

### Services et interconnexions
La ligne est interconnectée à Katori avec la ligne Narita. Tous les trains vont jusqu'à la gare de Sawara et certains trains continuent jusqu'à Narita ou Tokyo (via la ligne Sōbu).
La gare de Kashima Soccer Stadium n'est desservie que lors des matchs au stade de Kashima. En temps normal, tous les trains ont leur terminus à Kashima-Jingū. Une interconnexion existe avec la ligne Ōarai Kashima de la Kashima Rinkai Tetsudo (KRT), mais elle n'est utilisée que par les trains de cette compagnie (qui s'arrêtent à Kashima-Jingū) et les trains de fret.

### Liste des gares

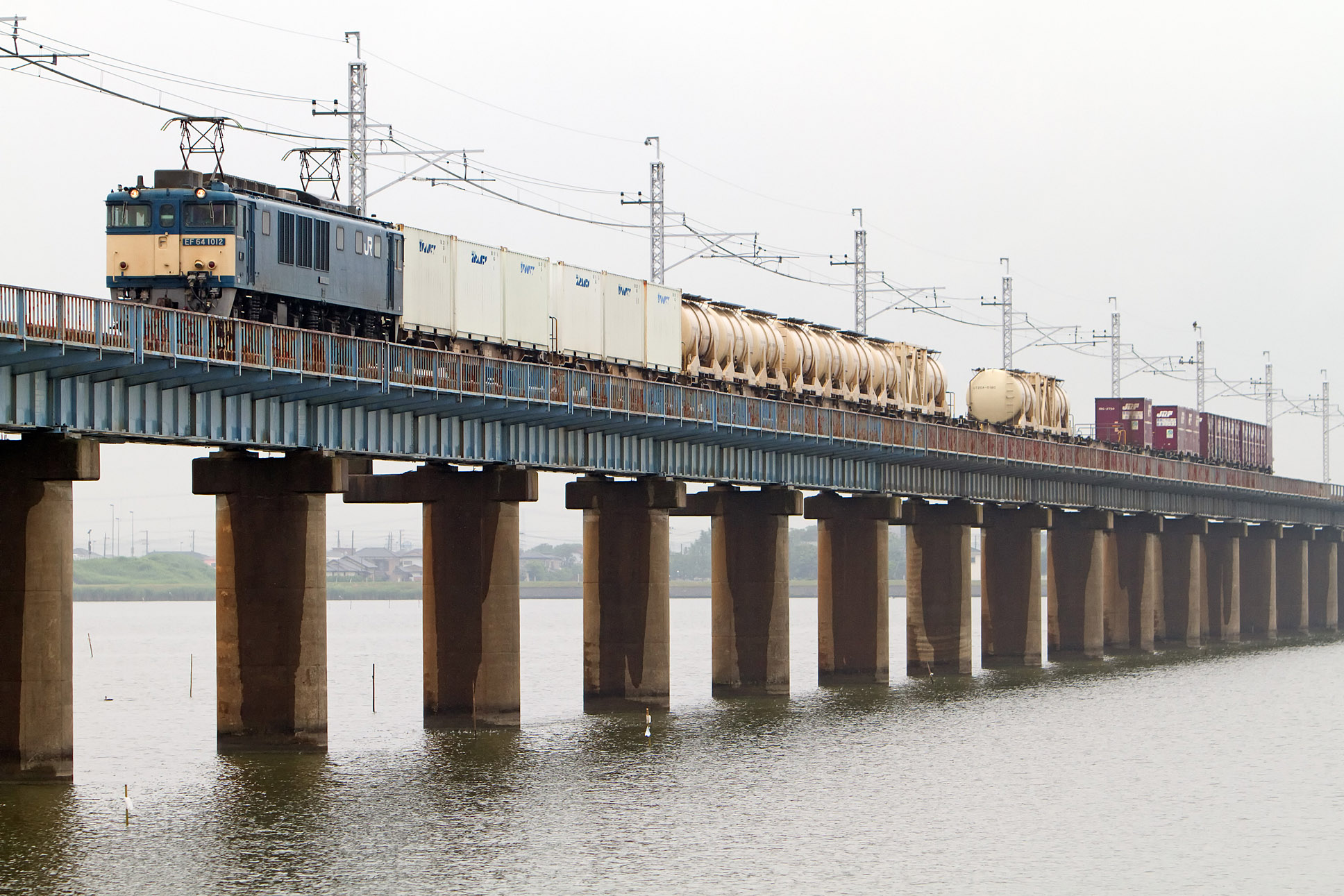
La ligne traversant le fleuve Tone.

| Gare                   | Nom japonais           | Distance depuis Katori (km) | Correspondances                                                      | Localisation | Localisation         |
| ---------------------- | ---------------------- | --------------------------- | -------------------------------------------------------------------- | ------------ | -------------------- |
| Katori                 | 香取                   | 0                           | JR East : Narita (interconnexion)                                    | Katori       | Préfecture de Chiba  |
| Jūnikyō (ja)           | 十二橋                 | 3,0                         |                                                                      | Katori       | Préfecture de Chiba  |
| Itako                  | 潮来                   | 5,2                         |                                                                      | Itako        | Préfecture d'Ibaraki |
| Nobukata               | 延方                   | 10,4                        |                                                                      | Itako        | Préfecture d'Ibaraki |
| Kashima-Jingū          | 鹿島神宮               | 14,2                        |                                                                      | Kashima      | Préfecture d'Ibaraki |
| Kashima Soccer Stadium | 鹿島サッカースタジアム | 17,4                        | KRT : Ōarai Kashima (interconnexion), Kashima Rinkō (interconnexion) | Kashima      | Préfecture d'Ibaraki |

## Matériel roulant

### Trains appartenant à JR East

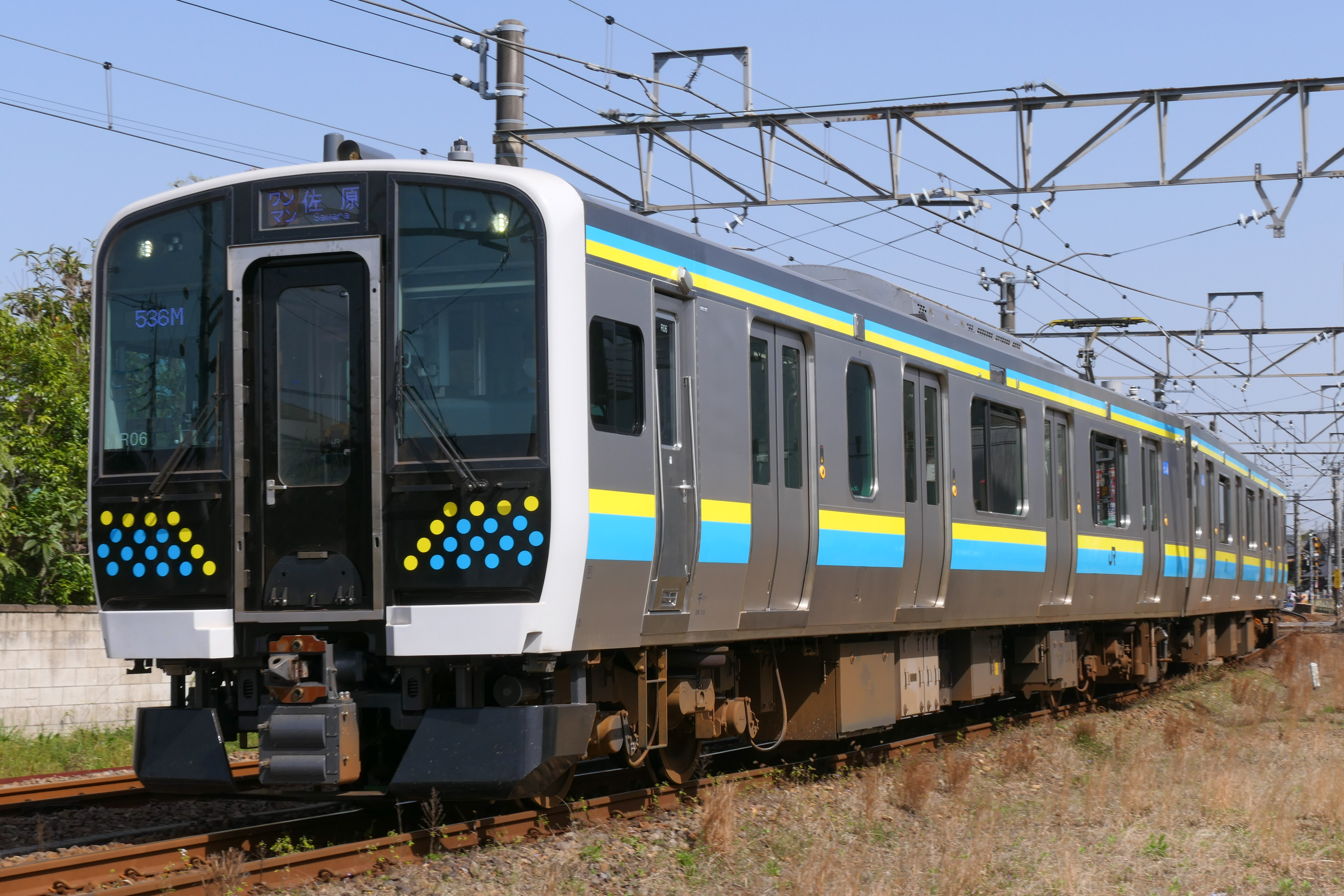
Série E131.
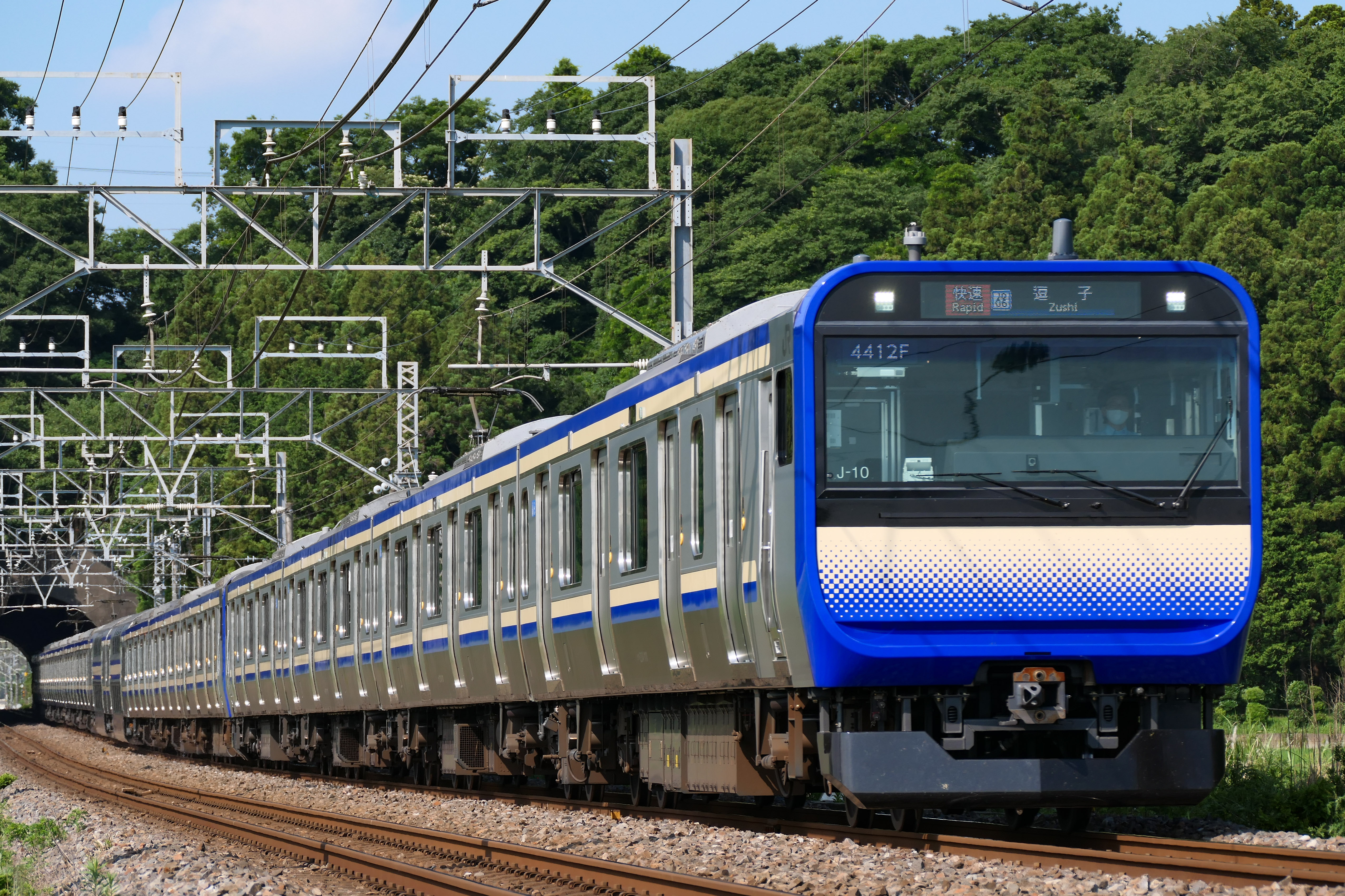
Série E235-1000 (interconnexion avec la ligne Sōbu).
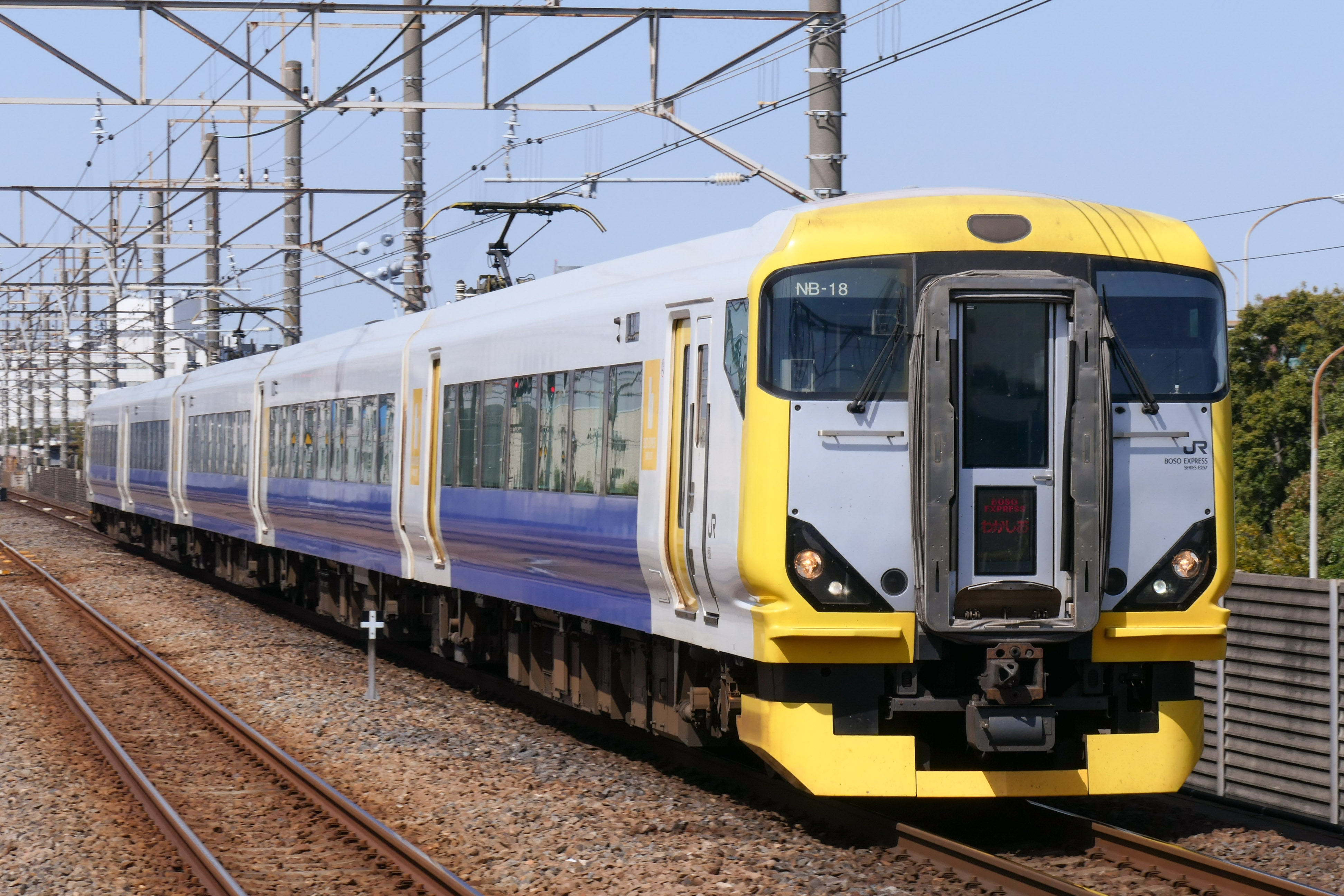
Série E257-500.

### Trains appartenant à KRT
(circulent uniquement entre Kashima-Jingū et Kashima Soccer Stadium)

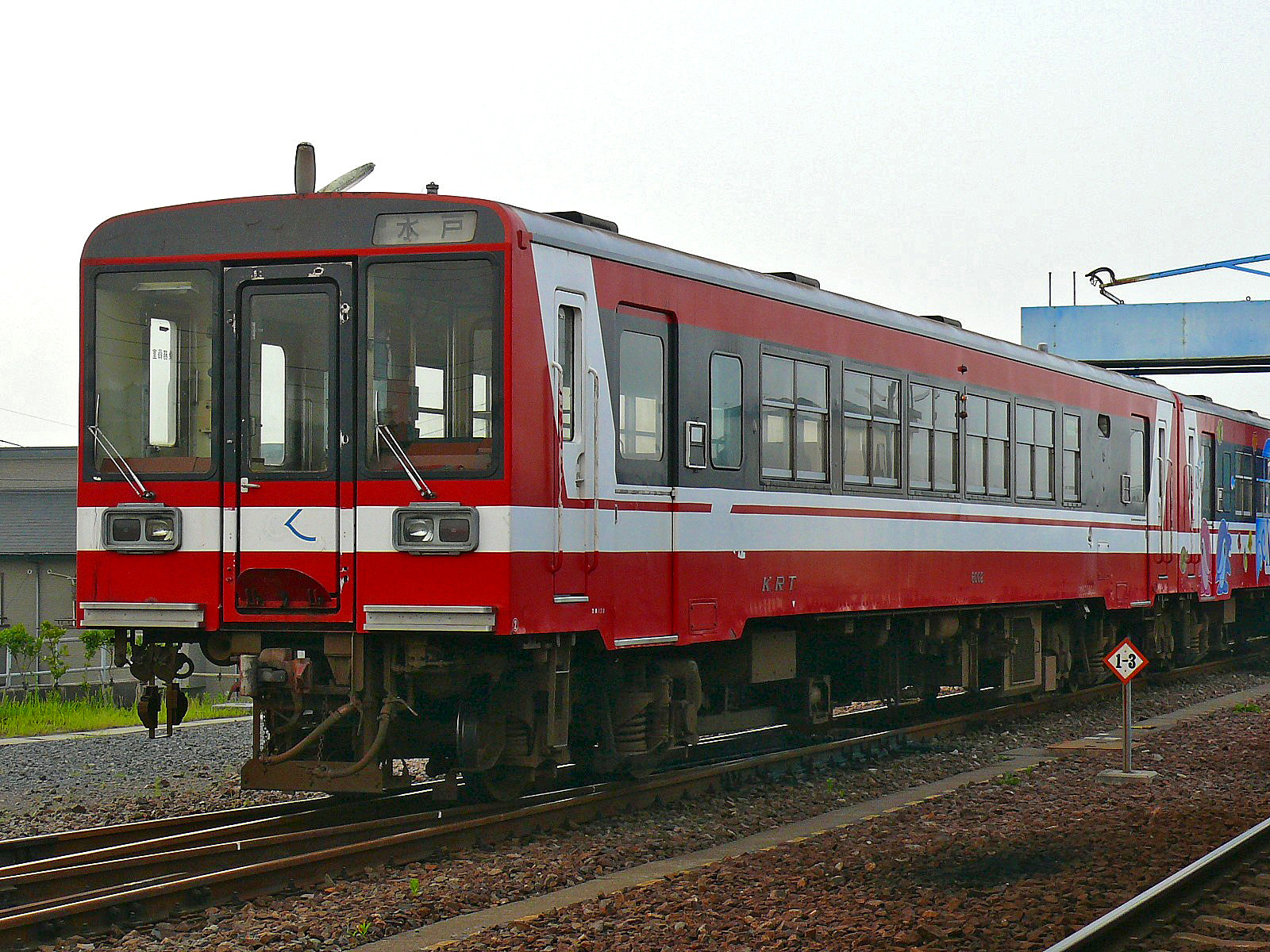
Série 6000.
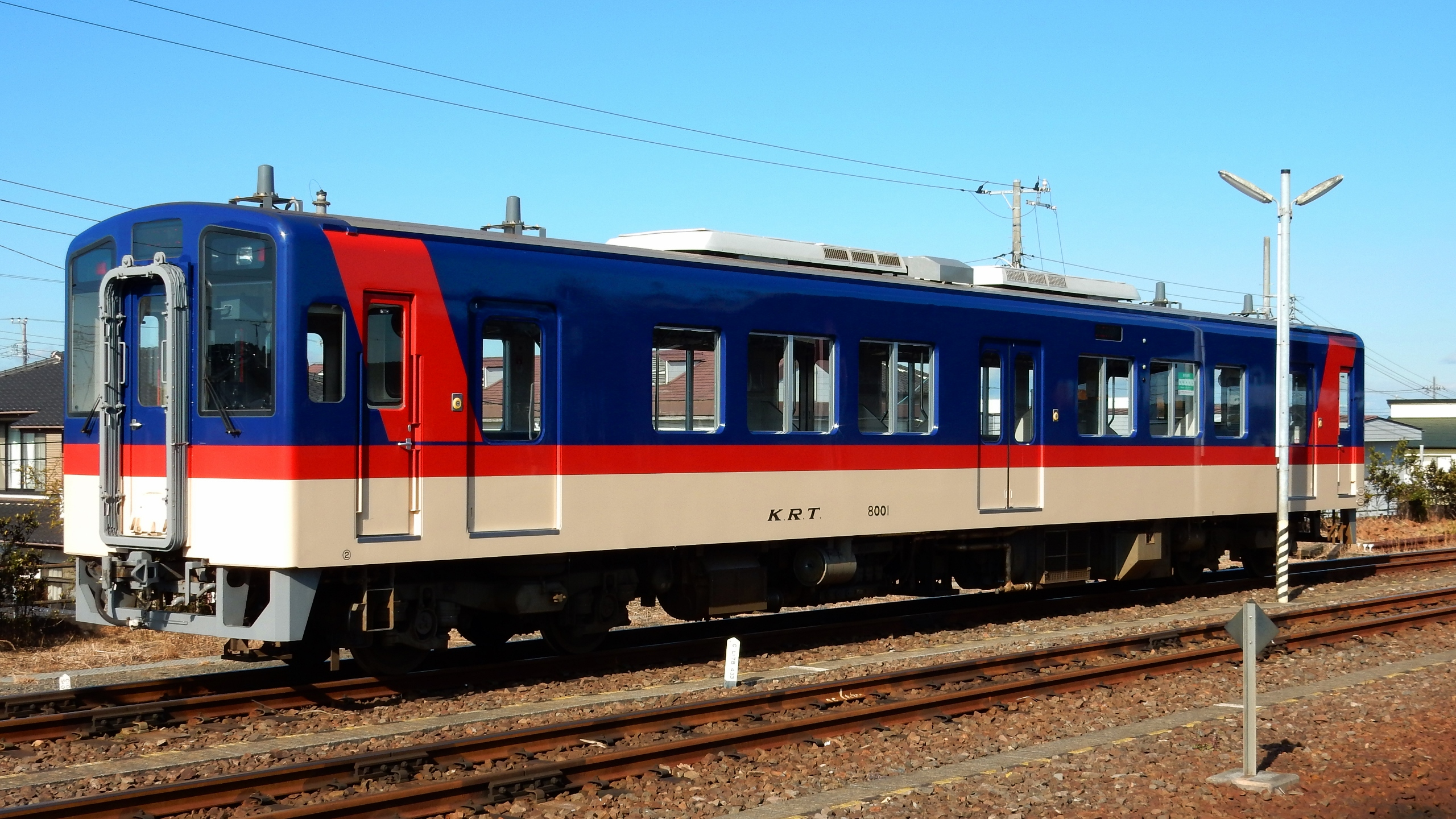
Série 8000.